# The Singles Collection (álbum de David Bowie)
The Singles Collection es un álbum compilatorio del músico británico David Bowie, lanzado en 1993 en el Reino Unido y como The Singles 1969 to 1993 en los Estados Unidos. 
A pesar del nombre del álbum, algunas de las canciones no fueron publicadas como sencillos por Bowie.
Las primeras 40.000 del lanzamiento original de CD en Estados Unidos incluía un tercer CD, que contenía una sola canción, "Peace on Earth/Little Drummer Boy", un dueto por Bowie y Bing Crosby tomado del especial de Navidad de Bing en 1977.

## Lista de canciones
Todas las canciones escritas por David Bowie, excepto donde está anotado.
| Disco uno |                                 |                                               |          |  |
| N.º       | Título                          | Escritor(es)                                  | Duración |  |
| 1.        | «Space Oddity»                  |                                               | 5:18     |  |
| 2.        | «Changes»                       |                                               | 3:57     |  |
| 3.        | «Starman»                       |                                               | 4:14     |  |
| 4.        | «Ziggy Stardust»                |                                               | 3:13     |  |
| 5.        | «Suffragette City»              |                                               | 3:28     |  |
| 6.        | «John, I'm Only Dancing»        |                                               | 2:46     |  |
| 7.        | «The Jean Genie»                |                                               | 4:08     |  |
| 8.        | «Drive-In Saturday»             |                                               | 4:32     |  |
| 9.        | «Life on Mars?»                 |                                               | 3:55     |  |
| 10.       | «Sorrow»                        | Bob Feldman Jerry Goldstein Richard Gottehrer | 2:53     |  |
| 11.       | «Rebel Rebel»                   |                                               | 4:34     |  |
| 12.       | «Rock 'n' Roll Suicide»         |                                               | 2:58     |  |
| 13.       | «Diamond Dogs» (single version) |                                               | 6:04     |  |
| 14.       | «Knock on Wood» (live version)  | Eddie Floyd Steve Cropper                     | 3:03     |  |
| 15.       | «Young Americans»               |                                               | 5:13     |  |
| 16.       | «Fame»                          | Bowie John Lennon Carlos Alomar               | 4:21     |  |
| 17.       | «Golden Years»                  |                                               | 4:03     |  |
| 18.       | «TVC 15»                        |                                               | 5:35     |  |
| 19.       | «Sound and Vision»              |                                               | 3:04     |  |

| Disco dos |                                                   |                                                      |          |  |
| N.º       | Título                                            | Escritor(es)                                         | Duración |  |
| 1.        | «“Heroes”» (single version)                       | Bowie Brian Eno                                      | 3:33     |  |
| 2.        | «Beauty and the Beast»                            |                                                      | 3:36     |  |
| 3.        | «Boys Keep Swinging»                              | Bowie Eno                                            | 3:18     |  |
| 4.        | «DJ»                                              | Bowie Eno Alomar                                     | 4:01     |  |
| 5.        | «Alabama Song»                                    | Bertolt Brecht Kurt Weill                            | 3:53     |  |
| 6.        | «Ashes to Ashes»                                  |                                                      | 4:26     |  |
| 7.        | «Fashion»                                         |                                                      | 4:50     |  |
| 8.        | «Scary Monsters (and Super Creeps)»               |                                                      | 5:13     |  |
| 9.        | «Under Pressure» (con Queen)                      | Bowie Queen                                          | 3:56     |  |
| 10.       | «Wild Is the Wind»                                | Dimitri Tiomkin Ned Washington                       | 6:06     |  |
| 11.       | «Let's Dance» (single version)                    |                                                      | 4:08     |  |
| 12.       | «China Girl» (single version)                     | Bowie Iggy Pop                                       | 4:16     |  |
| 13.       | «Modern Love» (single version)                    |                                                      | 3:57     |  |
| 14.       | «Blue Jean»                                       |                                                      | 3:11     |  |
| 15.       | «This Is Not America» (con the Pat Metheny Group) | Bowie Pat Metheny Lyle Mays                          | 3:51     |  |
| 16.       | «Dancing in the Street» (con Mick Jagger)         | Marvin Gaye William "Mickey" Stevenson Ivy Jo Hunter | 3:24     |  |
| 17.       | «Absolute Beginners» (single version)             |                                                      | 5:37     |  |
| 18.       | «Day-In Day-Out» (single version)                 |                                                      | 4:12     |  |

## Posicionamiento
| Gráficas (1993–97)                | Pico de posición |
| --------------------------------- | ---------------- |
| Australia (ARIA)                  | 49               |
| Austria (Ö3 Austria)              | 37               |
| Bélgica (Ultratop flamenca)       | 13               |
| Bélgica (Ultratop valona)         | 22               |
| Países Bajos (Album Top 100)      | 5                |
| Alemania (Offizielle Top 100)     | 64               |
| Nueva Zelanda (Recorded Music NZ) | 4                |
| Suecia (Sverigetopplistan)        | 38               |
| Reino Unido (UK Albums Chart)     | 9                |